# SwissEurobot
 (août 2025).
Motif : manque de sources secondaires centrées
- Archive Wikiwix
- Bing
- Cairn
- DuckDuckGo
- E. Universalis
- Gallica
- Google
- G. Books
- G. News
- G. Scholar
- Persée
- Qwant
- (zh) Baidu
- (ru) Yandex
- (wd) trouver des œuvres sur Wikidata

| 1. | Préciser le motif de la pose du bandeau. | Précisez le motif de la pose du bandeau en utilisant la syntaxe suivante : {{admissibilité à vérifier\|date=août 2025\|motif=remplacez ce texte par le motif}}                    |
| 2. | Informer les utilisateurs concernés.     | Pensez à avertir le créateur de l'article, par exemple, en insérant le code ci-dessous sur sa page de discussion : {{subst:avertissement admissibilité à vérifier\|SwissEurobot}} |

La Coupe Suisse de Robotique, appelée officiellement SwissEurobot depuis 2004, est une compétition de robotique suisse organisée depuis 1998 à l'initiative de Florent Hermann. Il s'agit d'une importation de la Coupe de France de robotique (ancienne Coupe E = M6) qui se réalise en France depuis 1994 sous l'égide de Planète Sciences.
SwissEurobot qualifie les trois meilleures équipes suisses à la coupe d'Europe de robotique Eurobot.

## Les thématiques et site d'accueil au fil des ans
- 1998 - Le Football à Morges
- 1999 - Les Châteaux Forts
- 2000 - La Fête Foraine, à Yverdon-les-Bains
- 2001 - 2001, l'Odyssée de l'Espace, à Yverdon-les-Bains
- 2002 - Le Billard Vollant, à Yverdon-les-Bains
- 2003 - Pile ou Face, à Yverdon-les-Bains
- 2004 - Coconut Rugby, à Yverdon-les-Bains
- 2005 - Le Bowling, à Yverdon-les-Bains
- 2006 - Le Golf, à Winterthour
- 2007 - Robot Recycling Rallye, à Yverdon-les-Bains
- 2008 - Mission to Mars, à Rapperswil-Jona
- 2009 - Temple of Atlantis  à Yverdon-les-Bains
- 2010 - Feed the world, à Rapperswil-Jona
- 2011 - Chess'up!, à Yverdon-les-Bains, les 20 et 21 mai
- 2012 - Treasure Island, au Festival de robotique, à l'EPFL, le 5 mai
- 2013 - Happy Birthday, à la HES-SO à Sion, les 3 et 4 mai
- 2014 - Prehistobot, à Burgdorf, les 23 et 24 mai
- 2025 - The show must go on, au CPNV d' Yverdon-les-Bains, les 17 et 18 mai